# Lycka (песня)
Lycka (Счастье) — песня шведского дуэта «Björn & Benny» (Бьорн Ульвеус / Бенни Андерссон), который позже составит мужскую половину известной группы ABBA. Ведущий вокал в песне принадлежит Бьорну.
Композиция была записана 2 сентября 1970 года в Стокгольме и помещена как первый трек на одноимённый студийный альбом дуэта, выпущенный в ноябре 1970 года в Швеции.
Кроме того, песня вышла как сингл для продвижения данного альбома. Второй стороной послужила песня «Hej gamle man!» (Эй, старик!), записанная в июне 1970 года. Именно эта запись стала первой, где слышны голоса всех четырёх участников будущего квартета.
В тогдашних шведских чартах участвовала именно песня «Hej gamle man!». В хит-параде шведского радио «Svensktoppen» песня достигла первой позиции 20 декабря 1970 года.